# Sion (cetate)
Cetatea Sion — denumită după Sion, numele biblic al Ierusalimului —  este astăzi o ruină situată pe stâncile de lângă satul Chlístovice din Cehia. Cetatea a fost între anii 1426–1427 în proprietatea conducătorului husit Jan Roháč z Dubé. Construcția era relativ mică și avea o formă triunghiulară, fiind înconjurată de un șanț cu apă. După istoricul Aeneas Sylvius, regele Sigismund de Luxemburg a trimis o oaste contra husiților care s-au retras în cetate. După un asediu care a durat 40 de zile, armată regală a reușit să ocupe cetatea și să o distrugă, răsculații fiind aduși la Praga.